# Chioma Agomo
Chioma Kanu Agomo là một giáo sư luật người Nigeria tại Đại học Lagos với chuyên ngành về luật hợp đồng, luật công nghiệp, luật bảo hiểm và giới và luật.

## Giáo dục và giáo dục sớm
Chioma Agomo (nhũ danh Offonry) sinh ngày 1 tháng 3 năm 1951 tại Nkpa, Khu vực chính quyền địa phương Bende thuộc bang Abia, Nigeria. Bà theo học tại trường trung học nữ theo phương pháp, Ovim, nhưng việc học hành của bà bị gián đoạn từ năm 1967 đến 1970 bởi Nội chiến Nigeria. Cô đã đến London vào năm 1970 để hoàn thành chương trình giáo dục của mình tại Trường Cao đẳng Giáo dục Kennington trước khi đến Trường Cao đẳng Giáo dục Kingston, Kingston, Surrey, Vương quốc Anh. Agomo có được cả bằng Cử nhân Luật (LL. B) và thạc sĩ luật (LL. M) từ Queen Mary College, Đại học London  vào năm 1976 và 1977 tương ứng. Từ 1979 đến 1980, bà theo học trường Luật Nigeria trước khi được gọi vào Bar năm 1980.

## Nghề nghiệp
Năm 1981, Agomo gia nhập Khoa Luật thương mại và công nghiệp với tư cách là giảng viên. Từ 1994 đến 1995, bà ở Hoa Kỳ với tư cách là Học giả nghiên cứu Fulbright cao cấp. Agomo được bổ nhiệm làm giáo sư luật năm 1999  và đã ba lần làm Trưởng phòng Luật. Agomo là thành viên của Trung tâm đào tạo quốc tế của ILO (ITCILO) và một lần nữa vào năm 2006 tại Torino. Năm 2004, Giáo sư Agomo được bầu làm Trưởng khoa Luật, đưa bà trở thành nữ trưởng khoa đầu tiên được bầu của một Khoa tại Đại học Lagos. Năm 2006, Agomo trở lại Hoa Kỳ trong Chương trình Chuyên gia Tham quan Fulbright. Giáo sư Agomo đã trở thành thành viên danh dự của Đại học Queen Mary Luân Đôn năm 2011.
Giáo sư Agomo là thành viên của Hội đồng Kiểm định của Ủy ban Đại học Quốc gia để đánh giá các chương trình luật tại Đại học Jos và Đại học Maiduguri. Bà là Trưởng nhóm Công nhận của Đại học Ghana, Legon và Đại học Khoa học và Công nghệ Kwame Nkrumah, Kumasi, Ghana. Giáo sư Agomo cũng là thành viên của Hội đồng Giáo dục pháp lý, Ủy ban điều hành Viện nghiên cứu pháp lý nâng cao Nigeria.